# Nicola Roberts
Nicola Maria Roberts (ur. 5 października 1985 w Stamford) – brytyjska piosenkarka i członkini zespołu Girls Aloud.
W 2002 roku wraz z koleżankami Kimberley Walsh, Sarah Harding, Nadine Coyle oraz Cheryl Tweedy wzięła udział w programie Popstars: The Rivals, który emitowany był w 2002 roku w Wielkiej Brytanii. Po długich zmaganiach dziewczyny ostatecznie wygrały program.
W 2003 roku wydały album Sound of the Underground, który sprzedał się w 355 tys. egzemplarzy i zyskał miano platynowej płyty.
W 2009 roku Girls Aloud postanowiły zrobić sobie przerwę aby realizować projekty solowe. Pierwsza solowa płyta Roberts Cinderella’s Eyes ukazała się 23 września 2011 roku, promuje ją wydany 5 czerwca 2011 singel „Beat of My Drum”.

## Dyskografia

### Albumy
| Rok               | Tytuł                                                                              | Najwyższa pozycja | Najwyższa pozycja | Najwyższa pozycja |
| Rok               | Tytuł                                                                              | UK                | IRE               |                   |
| ----------------- | ---------------------------------------------------------------------------------- | ----------------- | ----------------- | ----------------- |
| Cinderella’s Eyes | - Wydany: 26 września 2011 - Wytwórnia: A&M Records - Format: CD, digital download | 17                | 48                |                   |

### Single
| 2011                                     | „Beat of My Drum” | 27  | 37 | 26 | Cinderella’s Eyes |
| 2011                                     | „Lucky Day”       | 40  | –  | 40 | Cinderella’s Eyes |
| 2012                                     | „Yo-Yo”           | 111 | –  | —  | Cinderella’s Eyes |
| „—” pozycja nie notowana lub nie wydana. |                   |     |    |    |                   |